# شهرستان شارلروآ
شهرستان شارلروآ (به فرانسوی: Charleroi) در استان انو  در منطقه فدرال والوون در کشور بلژیک واقع شده‌است.

## شهرها
1. ازوپرل
2. شپل-له-ارلمون
3. شارلروآ
4. شاتله
5. کورسل (بلژیک)
6. فرسیئن
7. فلورو
8. فونتن-لوک
9. ژرپین
10. لبون-ویه
11. منژ
12. مونتینی-لو-تیول
13. پون-ا-سل
14. سونف